# Luis Augusto Huergo
Luis Augusto Huergo (Buenos Aires, 1 de noviembre de 1837-Ib., 4 de noviembre de 1913) fue el primer ingeniero de la Argentina y primer presidente de la Sociedad Científica Argentina. 
Huergo se convirtió en el primer ingeniero civil en el país y el de mayor edad entre sus compañeros. En consecuencia, 25 años después de su graduación, el Centro Argentino de Ingenieros (CAI) acordó establecer el 6 de junio como el nacimiento de la ingeniería en Argentina.

## Primeros estudios y obras de ingeniería
Nació el 1 de noviembre de 1837 y a los 12 años falleció su padre. Su hermano mayor lo envió a estudiar al Santa María, un colegio jesuita en Maryland (Estados Unidos), volvió a Buenos Aires a sus 20 años en 1857.
En 1862 se recibió de agrimensor y cuando el rector de la Universidad de Buenos Aires Juan María Gutiérrez creó en 1865 la carrera de Ingeniería, se anotó, recibiéndose de ingeniero en 1870, con la tesis “Vías de comunicación”, y convirtiéndose así en el primer ingeniero argentino graduado en el país.
Realizó proyectos de ingeniería vinculados a la consolidación de la Argentina como nación, la canalización de los ríos Tercero, Cuarto y Quinto para aumentar el caudal del Salado, el ferrocarril Pacífico de Buenos Aires a Villa Mercedes (un tramo), y el puerto de San Fernando con un dique de carena que fue el primero construido en el país.
En 1876 fue nombrado director de las Obras del Riachuelo donde construyó un puerto para barcos de gran calado. Hasta entonces debían fondear a varios kilómetros de la costa.
Luego de 1880, Huergo se vio involucrado como protagonista en un debate crucial sobre las características del nuevo Puerto de Buenos Aires. El diseño de Huergo era un sistema de dientes oblicuos instalado en el centro de la costa de la ciudad, con un canal de acceso desde el Riachuelo. Sin embargo el proyecto de Huergo fue rechazado, y el puerto fue construido, gracias a la aprobación del presidente Roca, según el diseño de eslabones presentado por Eduardo Madero, un comerciante sobrino de Francisco Bernabé Madero, vicepresidente de la Argentina y fundador de la ciudad de Maipú. El Ingeniero John Hawkshaw, inglés, miembro de la Royal Society elaboró el plan presentado por Madero. Huelga decir, que el proyecto aprobado fracasó a los pocos años, debido al mayor tamaño que fueron teniendo los buques. Hoy en día el puerto de Buenos Aires sigue los dictados de la idea original de Huergo, aunque tarde para revertir el daño causado por la mala elección. El fallido diseño, renombrado Puerto Madero, hoy solo sirve como atracción turística. 
Huergo prestó atención especial al desarrollo de una ingeniería que facilitara la navegación interior del país. De hecho su tesis universitaria había sido sobre Vías de comunicación. En esa dirección realizó los estudios que se utilizaron para canalizar el río Bermejo, diseñó un canal de navegación de Córdoba al río Paraná, y realizó las obras portuarias de la ciudad de Asunción, Paraguay. También duplicó la capacidad del embalse del Dique San Roque, realizó obras de modernización de la ciudad de Córdoba, y realizó diseños para la explotación de la cuenca hullera y carbonífera de Mendoza, en especial de Salagasta, y el Dock Sud del Riachuelo.
En 1900, dirigió técnicamente la obra de construcción del frigorífico, puerto y playa de maniobras ferroviarias de la Compañía Sansinena de Carnes Congeladas en Cuatreros (Hoy ciudad de General Daniel Cerri).
En la actualidad, existe una estatua en la sede de Paseo Colón de la Facultad de Ingeniería de la Universidad de Buenos Aires.

## Defensa del petróleo
En 1910, ya anciano, aceptó la dirección honoraria del primer yacimiento de petróleo descubierto en la Argentina, en Comodoro Rivadavia, vislumbrando su importancia potencial y con el fin de evitar que terminara siendo explotado por empresas extranjeras[cita requerida]. En ese sentido puede considerárselo un precursor de la empresa YPF, creada en 1922, luego de su muerte. 
Fue cofundador y presidente del Instituto Geográfico Argentino, del Centro Nacional de Ingenieros (hoy Centro Argentino de Ingenieros) y de la Sociedad Científica Argentina. Fue también presidente extraordinario del Congreso Científico Internacional Americano de 1910.

## Acción política
Fue también diputado y senador provincial, y brevemente ministro de Obras Públicas de la provincia de Buenos Aires en 1890, Argentina.

## Labor docente
Huergo realizó también una larga labor docente y universitaria. Fue parte del cuerpo de autoridades de la Universidad de Buenos Aires desde 1874 hasta 1906. Promovió un tipo de enseñanza universitaria con contenido humanista, impulsando el sentido de la bondad entre los estudiantes.

## La Sociedad Científica Argentina
Huergo fue cofundador y primer presidente de la Sociedad Científica Argentina en 1872. La entidad fue fundada por iniciativa de un grupo de estudiantes, entre los que se encontraban, Estanislao S. Zeballos, Justo Dillon y Santiago Barabino. Huergo fue el primero al que los estudiantes le llevaron el proyecto.

## Orígenes Familiares
Luis Augusto Huergo era hijo de Carlos María Huergo y Cainzo, un empresario y armador de barcos transoceánicos reconocido. Por lo tanto era uno de los nietos de José María de Jove Huergo, Subdelegado de la Real Hacienda, y un perteneciente del reconocido e importante Palacio de los Jove Huergo. José María de Jove Huergo era hijo de Gregorio de Jove Huergo regidor de Gijón. La familia Jove Huergo era descendiente directo del capitán griego Georgias Guergo, que junto al capitán Gijón fundaron la importante ciudad de Gijón.

## Reconocimientos nacionales

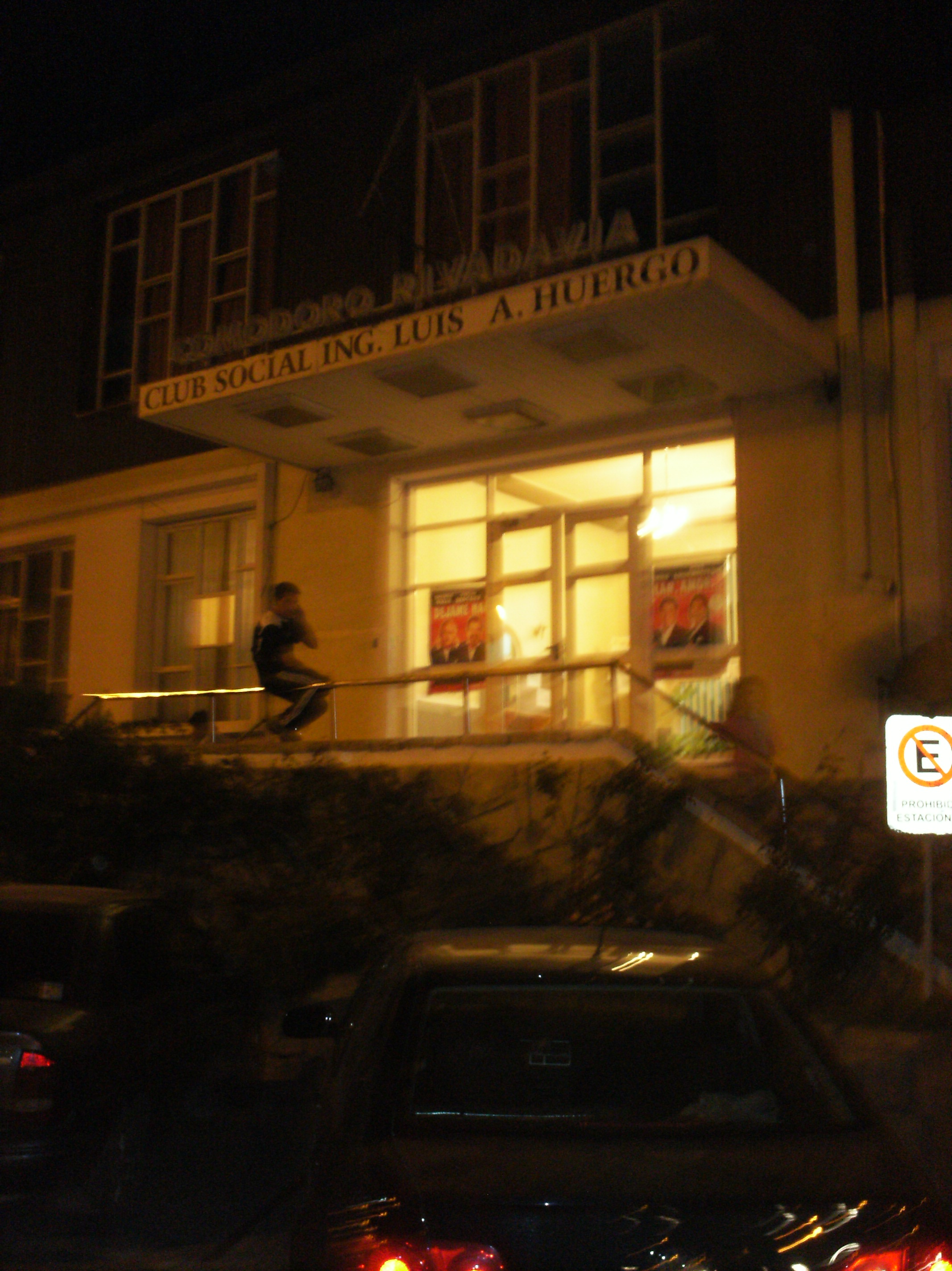
Uno de los clubes sociales y deportivos más importantes de Comodoro Rivadavia, que homenajea al Ingeniero Huergo.

Aunque la figura del ingeniero es poco conocida y valorada a nivel nacional se rescatan los siguientes homenajes a su persona:
- Premio Ing. Luis A. Huergo: La Academia Nacional de Ingeniería otorga el Premio Luis A. Huergo.
- Avenida Ingeniero Huergo: en la ciudad de Buenos Aires.
- Ingeniero Luis A. Huergo: un municipio autónomo del Departamento General Roca.
- Ingeniero Luis A. Huergo: La Escuela Técnica N.º 9  Ciudad de Buenos Aires.
- Instituto Industrial Luis A. Huergo: (I.I.L.A.H.) Escuela Técnica de enseñanza privada Ciudad de Buenos Aires.
- Comodoro Rivadavia: La Avenida Huergo lo recuerda por su acción petrolera. También lleva su nombre un club social y deportivo del barrio General Mosconi.
- Estatua frente a la Facultad de Ingeniería de la Universidad de Buenos Aires.
- Desde el 6 de junio de 1895 (25° aniversario de su graduación), se celebra el Día de la Ingeniería en la Argentina.